# NGC 230
NGC 230 là một thiên hà xoắn ốc nằm trong chòm sao Kình Ngư. Nó được phát hiện vào năm 1886 bởi Francis Leavenworth.